# Wieża Bismarcka w Bydgoszczy
Wieża Bismarcka w Bydgoszczy – wieża Bismarcka, istniejąca w latach 1913–1928.

## Historia

### Okres pruski 1905-1919
Budowa wieży została zainicjowana 23 marca 1905 roku przez Związek Marchii Wschodniej (Zarząd Wschodniej Grupy Bydgoszcz). 4 października 1905 roku zawiązano Komitet Budowy Wieży Bismarcka w Bydgoszczy któremu przewodniczył nadburmistrz Alfred Knobloch. Zdecydowano, że wzniesiona zostanie okolicznościowa wieża, chociaż rozważano również postawienie posągu na jednym z placów miejskich. Ostatecznie na lokalizację wybrano Bartodzieje Małe.
W marcu 1907 roku rozpoczęto oficjalną kwestę wśród ludności oraz zbierano środki od przedsiębiorców i instytucji, a w sierpniu miejsce budowy monumentu nazwano Wzgórzem Bismarcka. Spośród ponad dwustu nadesłanych projektów wybrano Zmierzch Bogów berlińskiego architekta Paula Walthera. Pierwsze prace ziemne rozpoczęto 31 marca 1911 roku. 8 maja 1911 wmurowano kamień węgielny.
Niedługo potem rozpoczęto prace ziemne i budowę fundamentu. Prace elewacyjne ukończono jesienią 1911 roku. W lipcu 1912 roku na szczycie wieży zainstalowano misę ogniową projektu Leopolda Zobla (średnica 3,5 m, waga około 2 ton). Po kilku próbach rozpalenia płomieni zakończonych niepowodzeniem zainstalowano w misie instalację gazową. Wówczas płomień osiągał wysokość od 8 do 10 metrów.
Na początku maja 1913 roku ukończono wszystkie prace wykończeniowe wewnątrz i zewnątrz budowli. Bydgoska Wieża Bismarcka została uroczyście otwarta 25 maja 1913 roku. W uroczystościach uczestniczyło ponad 8 tys. osób, a ponad miastem unosił się balon z napisem „Bromberg”.
W latach 1913–1919 wieża Bismarcka była miejscem, w którym odbywało się wiele uroczystości, a także osobliwością miasta odwiedzaną podczas spacerów. Cieszyła się opinią najurodziwszej budowli tego typu na kresach wschodnich państwa niemieckiego.
W 1919 roku, krótko przed przejściem miasta w ręce Polaków, pomnik Bismarcka i większość tablic pamiątkowych wywiózł z Bydgoszczy ostatni nadburmistrz miasta Paul Mitzlaff. Posąg znalazł się w ogrodzie Domu Niemieckiego we Frankfurcie nad Odrą, a tablice ofiarowano organizacji opiekującej się pomnikiem na polach Grunwaldu.

### Okres polski 1920-1928
13 października 1921 roku na mocy uchwały Rady Miasta wieża została przekazana władzy duchownej. 22 października 1921 roku nastąpiło uroczyste przekazanie budowli oraz przemianowanie jej na Wieżę Wolności a dotychczasowe Wzgórze Bismarcka przemianowano na „Wzgórze Wolności”. Wieża została poświęcona przez biskupa Tadeusza Malczewskiego. Według założeń miała być ona przekształcona w kaplicę, a na szczycie w miejscu misy ogniowej miał stanąć ogromny krzyż.
Przez kilka lat spierano się w oparciu o stworzone koncepcje nad ostatecznym wyglądem po przebudowie. W związku z brakiem porozumienia w tej sprawie i z występującym brakiem środków finansowych zaczęto brać pod uwagę likwidację wieży. Skłaniał ku temu przekaz ideologiczny, który zdominował wizję artystyczną budowli, zdecydowanie obcy Polakom. Na posiedzeniu Rady Miasta w dniu 12 kwietnia 1928 roku przegłosowano (27 głosów za, 19 głosów przeciw, 1 głos wstrzymujący) wyburzenie wieży. Przeciwko tej decyzji do wojewody poznańskiego odwołał się klub radnych narodowości niemieckiej. Zresztą i po stronie polskich działaczy nie brakowało uwag krytycznych. Decyzję Rady uznali oni za pochopną i niezbyt szczęśliwą, która zaostrzy stosunki polsko-niemieckie.
Prac wyburzeniowych podjęła się firma budowlana inż. Głowackiego w zamian za odzyskany budulec. Pierwszej nieudanej próby wysadzenia wieży przy użyciu kwasu pikrynowego dokonano 17 maja 1928 roku. 18 maja 1928 roku o godzinie 20:13 wysadzono wieżę za pomocą 30 kg trotylu. Pozyskane w ten sposób kamienie i gruz wywieziono na Jachcice, gdzie posłużyły do utwardzenia terenu pod budowę elektrowni.
Obecnie istniejącą pamiątką po Wieży Bismarcka są prowadzące na wzniesienie schody, zaczynające się obok kamienicy przy ulicy Toruńskiej 86.

## Opis
Budowla ze względu na swoje usytuowanie na wzgórzu, była pomnikiem oraz wieżą widokową z tarasem i schodami wejściowymi. Na jej szczycie był zainstalowany duży znicz, który płonąc oświetlał wieżę. Monument był usytuowany na wzgórzu wznoszącym się na wysokość 40 m od lustra Brdy. Sama budowla liczyła 25 m wysokości, a z jej najwyższego tarasu można było podziwiać panoramę miasta.
W podstawie budowli znajdowały się zbiorniki na dziegieć wraz z urządzeniami do zasilania znicza i regulacji wielkości płomienia. Budowla została wzniesiona z kamienia, a wewnątrz wyłożona cegłą. Między pilastrami ściany frontowej umieszczono 4-metrowy relief przedstawiający rycerza zakonu krzyżackiego uzbrojonego w tarczę i miecz.
Wewnątrz znajdowała się izba pamięci o wysokości 5 m, z wejściem ozdobionym portalem. Prowadziły do niej sześciometrowe, granitowe schody. 
Po ich boku znajdowały się dwie mniejsze misy ogniowe (o średnicy 2,5 metra i masie 1 tony). Pośrodku izby pamięci stał 2,6-metrowy posąg Bismarcka odlany z brązu. Kanclerz przedstawiony był w mundurze kirasjera, na głowie miał hełm, a w prawej ręce trzymał konstytucję Rzeszy Niemieckiej. Posąg został wykonany przez rzeźbiarza Richtera-Elsnera z Berlina. Oprócz pomnika w sali dominował wykonany z brązu jego herb. Ponadto na ścianach głównej sali znajdowało się 25 ozdobnych tablic pamiątkowych, ufundowanych przez miasta: Duisburg, Bremę, Lubekę, Dortmund, Monachium oraz różne osobistości, w tym cesarza Wilhelma II i kanclerza Rzeszy Niemieckiej Bethmanna-Holwega.
Powyżej izby pamięci znajdowało się kolejne pomieszczenie z portretem Bismarcka oraz zdjęciami z okresu budowy wieży, a powyżej na szczyt wieży prowadziły żelazne schody.

## Dane techniczne
- wysokość: 25 metrów
- podstawa: kwadrat o boku 21 metrów
- wykonanie: cegła i zaprawa betonowa licowana blokami kamiennymi (w ok. 10% pochodzących z rozebranych murów obronnych zamku bydgoskiego, misa ogniowa na szczycie (średnica 3,5 metra, waga ok. 2 ton)
- koszt: 120 000 marek